# 清水愛 (バレーボール)
清水 愛（しみず まな、2002年5月13日 - ）は、日本の女子バレーボール選手である。

## 来歴
長野県東御市出身。
日本航空高等学校では葛和伸元の指導を受け、1年生時に第71回全日本高等学校選手権（春高バレー）に出場。
2020-21シーズン、V.LEAGUE DIVISION2所属の群馬銀行グリーンウイングス（現・群馬グリーンウイングス）の内定選手となる。2021年に正式入団。2021-22シーズンにVリーグ初出場。
2024年10月14日、2024-25シーズン開幕戦のAstemoリヴァーレ茨城戦に出場し、SVリーグ初出場を果たした。
2025年4月、2024-25シーズン限りでの退団が発表された。4月30日に自由交渉選手として公示。7月に倉敷アブレイズ入団が発表された。

## 所属チーム
- 東御市立東部中学校（2015-2018年）
- 日本航空高等学校（2018-2021年）
- 群馬グリーンウイングス（2021-2025年）
- 倉敷アブレイズ（2025年-）